# Јелисавета Андрејевић Анета
Јелисавета Андрејевић Анета (Београд, 8. јануар 1923 — Бубањ, код Ниша, 9. јануар 1943) била је учесница Народноослободилачке борбе и народни херој Југославије.

## Биографија
Рођена је 8. јануара 1923. године у Београду. После завршене основне школе, отишла је у Ниш где се укључила у рад револуционарне омладине. Била је члан организације Савеза комунистичке омладине Југославије (СКОЈ), која је деловала у Трговачкој школи у Нишу, иако није била ученица ове школе.
После окупације Краљевине Југославије била је веома активна у прикупљању оружја и другим активностима за припрему устанка. Септембра 1941. године ступила је у Топлички партизански одред, где је обављала дужност курира Окружног комитета КПЈ за Ниш. Учествовала је у многим борбама са Бугарима и четницима.
Марта 1942. године упала је у четничку заседу. После три дана мучења, четници су је предали Бугарима. Бугари су је силовали и малтретирали, а онда предали Немцима у Нишу. Немци су је одвели у концентрациони логор на Црвеном крсту.
Стрељана је 9. јануара 1943. године на Бубњу, код Ниша.
Указом председника ФНР Југославије Јосипа Броза Тита 9. октобра 1953. проглашена је за народног хероја Југославије.